# نفس‌گیر (مجموعه تلویزیونی)
نفس‌گیر (انگلیسی: Heartstopper) یک مجموعهٔ تلویزیونی بریتانیایی در ژانر عاشقانه دورهٔ بلوغ است که بر اساس رمان کمیکی و گرافیکی به همین نام از آلیس اوسمن ساخته شده‌است. کیت کانر و جو لاک بازیگران اصلی این مجموعه هستند و داستان آن به یک پسر همجنس‌گرا می‌پردازد که در مدرسه شیفتهٔ همکلاسی‌اش می‌شود.
حق پخش تلویزیونی این مجموعه در سال ۲۰۱۹ توسط سی-سا فیلمز خریداری شد و نتفلیکس در سال ۲۰۲۱ حق پخش آن را به دست آورد. سپس مراحل فیلم‌برداری از آوریل تا ژوئن همان سال به طول انجامید و تیزرهایی در طول بازه زمانی منتشر شد. فصل اول این مجموعه در ۲۲ آوریل ۲۰۲۲ و فصل دوم در ۳ اوت ۲۰۲۳ از شبکهٔ نتفلیکس به نمایش درآمد. این مجموعه به دلیل لحن، روند، و اجرای بازیگران آن و همچنین نمایندگی از جامعهٔ ال‌جی‌بی‌تی مورد تحسین قرار گرفت.

## بازیگران و شخصیت‌ها

### اصلی
- کیت کانر در نقش نیکلاس «نیک» نلسون، بازیکن راگبی که کنار چارلی در کلاس نشسته‌است.
- جو لاک در نقش چارلز «چارلی اسپرینگ، دانش‌آموز سال دهم در مدرسه پسرانه که اخیراً همجنس‌گرایی او لو رفته‌است.
- ویلیام گائو در نقش تائو خو، دوست محافظ چارلی
- یاسمین فینی در نقش ال آرجنت، دوست چارلی و تائو که پس از تراجنسیتی شدن به مدرسه گرامر دخترانه هاروی گرین (با نام مستعار هیگز) منتقل شد.
- کورینا براون در نقش تارا جونز، دانشجوی هیگز که با ال دوست می‌شود
- کیزی ادگل در نقش دارسی اولسون، دوست دختر تارا
- توبی دونوان در نقش آیزاک هندرسون، عضوی درونگرا از گروه دوستان چارلی، تائو و ال
- جنی والسر در نقش ویکتوریا «توری» اسپرینگ، خواهر بزرگتر چارلی
- سباستین کرافت در نقش بنجامین «بن» هوپ، اولین دوست‌پسر چارلی
- کورمک هاید-کورین در نقش هری گرین، یک قلدر
- رئا نوروود در نقش ایموژن هینی، دختری از هیگز که عاشق نیک است
- فیسایو آکیناده در نقش آقای آجی، معلم هنر که مراقب چارلی است
- چتنا پاندیا در نقش مربی سینگ
- استفن فرای در نقش صدای مدیر بارنز
- الیویا کلمن در نقش سارا نلسون، مادر نیک

### تکرارشوند
- آرالویین اوشونرمی در نقش اوتیس اسمیت
- ایوان اونل در نقش کریستین مک براید
- اشوین ویسوانات در نقش سای ورما
- جورجینا ریچ در نقش جین اسپرینگ، مادر چارلی و توری
- جوزف بالدراما در نقش جولیو اسپرینگ، پدر چارلی و توری
- مومو یونگ در نقش یان زو، مادر تائو
- آلن ترکینگتون در نقش آقای لانگ

## تولید

### توسعه
سی-سا فیلمز حق پخش تلویزیونی نفس‌گیر را در ژوئیه ۲۰۱۹ به دست آورد. در ۲۰ ژانویه ۲۰۲۱ اعلام شد که نتفلیکس سفارش یک مجموعهٔ ۸ قسمتی و نیم ساعته را با حضور عثمان به عنوان نویسنده و یورو لین به عنوان کارگردان و تهیه‌کننده اجرایی داده‌است. همچنین پاتریک والترز، جیمی لورنسون، هاکان کوستا، این کنینگ و امیل شرمن به همراه زورانا پیگت تهیه‌کننده آن هستند. طراحی تولید توسط تیم دیکل، دکور سریال توسط ماکسول فاین و تهیه ابزارات پخش توسط زوئی سیفرت انجام شد.

### انتخاب بازیگران
دانیل ادواردز-گای به عنوان مسئول انتخاب بازیگ انتخاب شد. در ژانویه و فوریه ۲۰۲۱ یک فراخوان بازیگری برای پنج نفر از شخصیت‌های اصلی و همچنین سه نفر برای نقش تکرارشونده برگزار شد. عثمان توضیح داد که شخصیت آلد در اقتباس ظاهر نمی‌شود زیرا می‌خواست به داستان او در رادیو سکوت احترام بگذارد. پس از اینکه بیش از ۱۰۰۰۰ نفر برای بازیگری تست دادند، او اولین دور انتخاب بازیگران را در آوریل ۲۰۲۱ اعلام کرد که کیت کانر و جو لاک به ترتیب در نقش نیک و چارلی انتخاب شده بود. بقیه بازیگران چند روز بعد از جمله یاسمین فینی، سباستین کرافت، ویلیام گائو، کورینا براون، کیزی ادجل، کورمک هاید-کورین، ریا نوروود و توبی دونوان معرفی شدند. جنی والسر در ماه می به گروه بازیگران پیوست.

### فیلمبرداری
تولید در ماه آوریل در محل شروع شد و در ژوئن ۲۰۲۱ به پایان رسید. فیلمبرداری در لوکیشن أكاديمية بورنهام در بورنهام انجام شد. ایستگاهی که نیک و چارلی از آنجا به سمت ساحل حرکت می‌کنند، ایستگاه راه‌آهن نورت ویلد در راه‌آهن اپینگ اونگار هیتریج است که شاخه‌ای از خط مرکزی متروی لندن در سال ۱۹۹۴ بسته شد.

## پخش
ویدئوی اولین نگاه در ۱ مارس ۲۰۲۲ و سپس یک تیزر در ۱۶ مارس پخش شد. یک تریلر رسمی در ۱۳ آوریل منتشر شد. عنوان قسمت‌ها در ۱۹ آوریل منتشر شد. این مجموعه در ۲۲ آوریل ۲۰۲۲ منتشر شد.

## بازخورد
این سریال مورد تحسین منتقدان قرار گرفته‌است. وب‌سایت راتن تومیتوز بر اساس نظر ۱۹ منتقد رتبه تأییدی ۱۰۰٪ با میانگین امتیاز ۸٫۵/۱۰ را به آن داده‌است. اجماع منتقدان این وب‌سایت می‌گوید: «نفس‌گیر یک عاشقانه فراگیر که با حساسیت فوق‌العاده روایت می‌شود، آنقدر بی‌دردسر جذاب است که بینندگان جرأت نمی‌کنند از یک ضرب‌تپش رد شوند». در متاکریتیک بر اساس نظر ۷ منتقد، امتیاز ۸۳ از ۱۰۰ را به خود اختصاص داد که نشان دهنده «تحسین همگانی» است.